# Вибори до Київської обласної ради 2010
Вибори до Київської обласної ради 2010 — вибори до Київської обласної ради, що відбулися 31 жовтня 2010 року. Вибори проходили за змішаною системою.

## Опитування громадської думки напередодні виборів
| Результати опитувань у вигляді таблиці | Результати опитувань у вигляді таблиці | Результати опитувань у вигляді таблиці | Результати опитувань у вигляді таблиці | Результати опитувань у вигляді таблиці | Результати опитувань у вигляді таблиці | Результати опитувань у вигляді таблиці | Результати опитувань у вигляді таблиці |
| Партія                                 | 5-15 вересня 2010                      | 18-29 вересня 2010                     | 6-13 жовтня 2010                       | 12-15 жовтня 2010                      | 14 жовтня 2010                         | 18 жовтня 2010                         |                                        |
| -------------------------------------- | -------------------------------------- | -------------------------------------- | -------------------------------------- | -------------------------------------- | -------------------------------------- | -------------------------------------- | -------------------------------------- |
| Партія Регіонів                        | 15,9%                                  | 21,3%                                  | 28,9%                                  | 38,1%                                  | 35,1%                                  | 30,2%                                  |                                        |
| Батьківщина                            | 18,3%                                  | 24,7%                                  | 11,0%                                  | 16,7%                                  | 18,2%                                  | 14,1%                                  |                                        |
| Сильна Україна                         | 11,1%                                  | 9,2%                                   | 14,8%                                  | 5,2%                                   | 6,4%                                   | 19,3%                                  |                                        |
| Фронт змін                             | 5,2%                                   | 4,3%                                   | 4,1%                                   | 5,7%                                   | 6,5%                                   | 5,2%                                   |                                        |
| Наша Україна                           |                                        |                                        | 2,5%                                   | 3,3%                                   | 3,1%                                   | 1,7%                                   |                                        |
| Народна партія                         | 2,6%                                   |                                        | 3,1%                                   | 2,9%                                   | 2,5%                                   | 2,4%                                   |                                        |
| КПУ                                    | 3,3%                                   | 3,7%                                   | 2,2%                                   | 2,8%                                   | 2,4%                                   | 2,0%                                   |                                        |
| УДАР                                   | 3,0%                                   | 3,8%                                   | 2,3%                                   | 1,3%                                   | 1,5%                                   | 3,1%                                   |                                        |
| Свобода                                | 2,9%                                   |                                        | 3,8%                                   | 1,8%                                   | 1,1%                                   | 3,8%                                   |                                        |

## Результати виборів

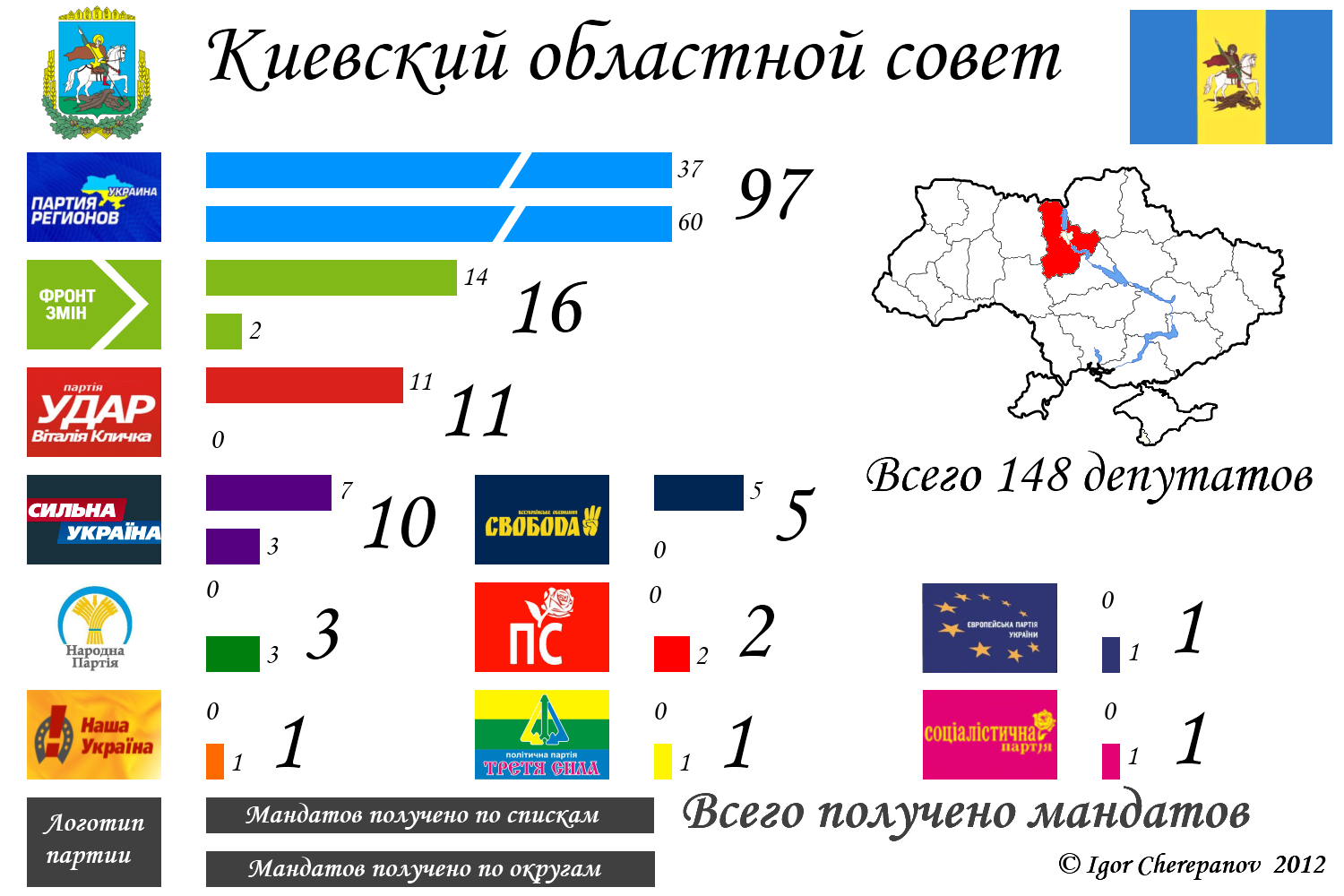
Результати виборів до Київської обласної ради

### Голосування за списки партій
| № | Партія чи блок    | Голосів «За» | У %   | +/- відсотків у порівнянні з попередніми виборами | Місць |
| - | ----------------- | ------------ | ----- | ------------------------------------------------- | ----- |
| 1 | Партія Регіонів   |              | 26,3  | +20,19                                            | 37    |
| 2 | «Фронт Змін»      |              | 9,91  |                                                   | 14    |
| 3 | «УДАР»            |              | 8,18  |                                                   | 12    |
| 4 | «Сильна Україна»  |              | 5,78  |                                                   | 7     |
| 5 | ВО «Свобода»      |              | 3,48  |                                                   | 5     |
|   | Проти всіх        |              | 10,37 | —                                                 | —     |
|   | Недійсні бюлетені |              |       | —                                                 | —     |
|   | В цілому          |              | 100%  |                                                   |       |

### Одномандатні округи
| № | Партія                       | Здобуто місць |
| - | ---------------------------- | ------------- |
| 1 | Партія Регіонів              | 59            |
| 2 | «Сильна Україна»             | 5             |
| 3 | «Фронт Змін»                 | 2             |
| 4 | Народна партія               | 2             |
| 5 | Партія «Справедливість»      | 2             |
| 6 | Соціалістична партія України | 1             |
| 7 | Наша Україна                 | 1             |
| 8 | "Третя сила"                 | 1             |
| 9 | Європейська партія України   | 1             |

### Загальні підсумки здобутих партіями місць
| №  | Партія                       | Здобуто місць |
| -- | ---------------------------- | ------------- |
| 1  | Партія Регіонів              | 96            |
| 2  | «Фронт Змін»                 | 16            |
| 3  | «Сильна Україна»             | 12            |
| 4  | «УДАР»                       | 12            |
| 5  | ВО «Свобода»                 | 5             |
| 6  | Народна партія               | 2             |
| 7  | Партія «Справедливість»      | 2             |
| 8  | Соціалістична партія України | 1             |
| 9  | Наша Україна                 | 1             |
| 10 | "Третя сила"                 | 1             |
| 11 | Європейська партія України   | 1             |